# King Richard III Visitor Centre

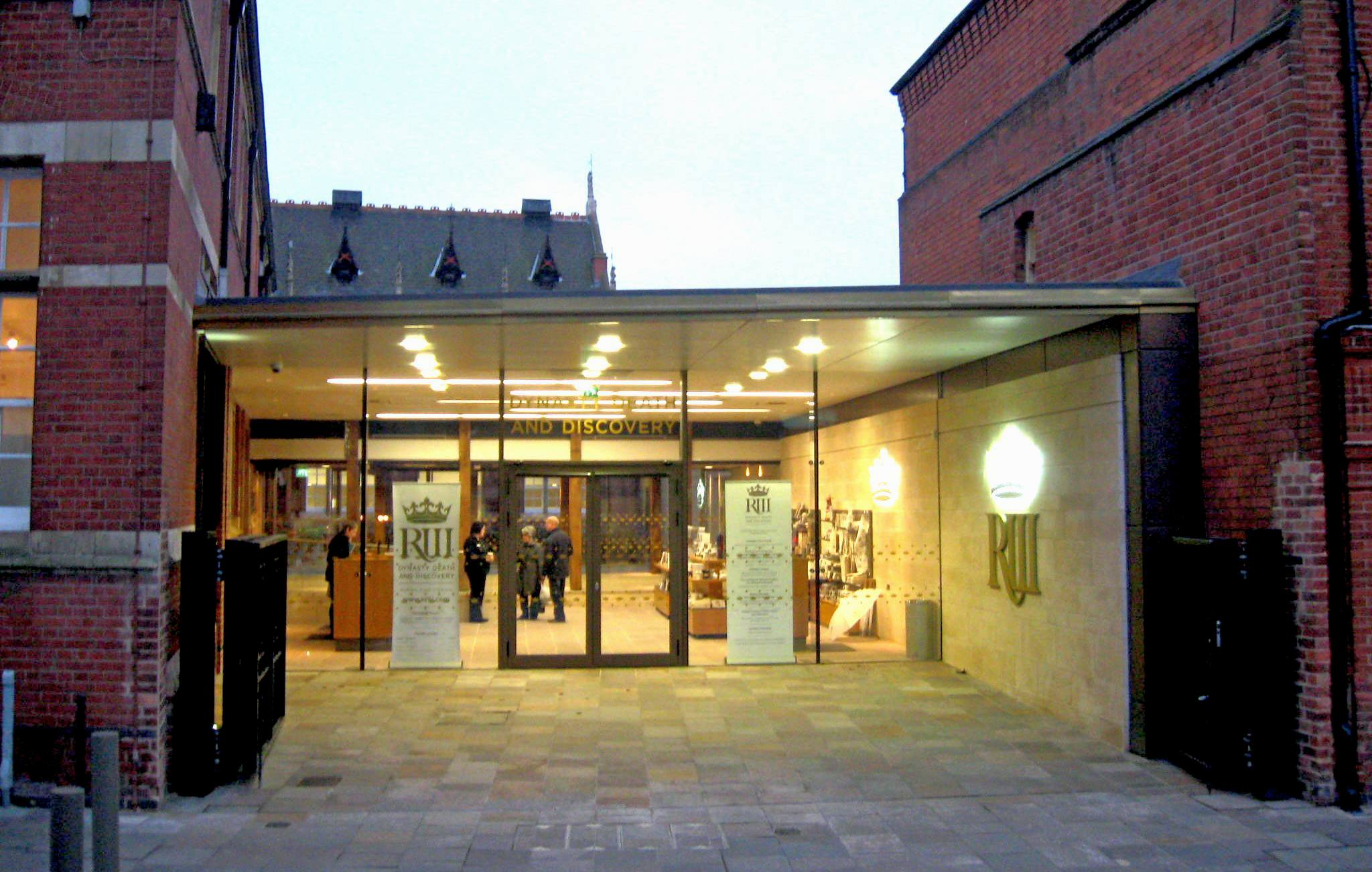

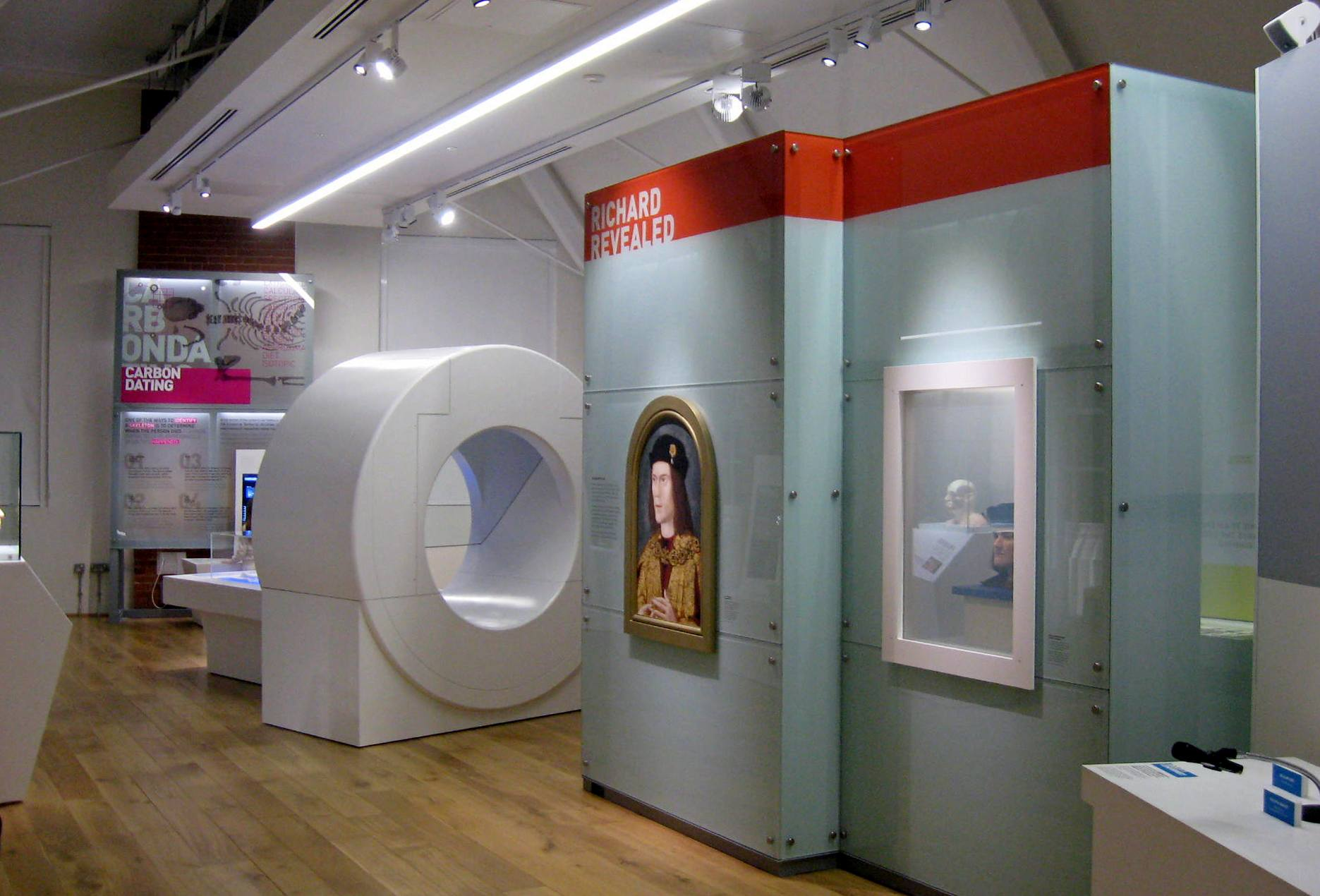

Het King Richard III Visitor Centre is een museum in de Engelse stad Leicester dat het verhaal vertelt van de ontdekking van de resten van Koning Richard III van Engeland. 
Die werden ontdekt bij bouwwerkzaamheden aan een parkeerterrein bij Greyfriars (waar de koning in 1485 was begraven na de Slag bij Bosworth) in Leicester in 2012. Het graf lag onder de parkeerplaats van een sociale dienst in het centrum van Leicester. De aangetroffen persoon bleek door een slag van een zwaard op het hoofd om het leven te zijn gekomen. Aan de hand van DNA-onderzoek kon door vergelijking van DNA van de gevonden resten met mitochondriaal DNA van een bekende verwant de identiteit worden geverifieerd en op 4 februari 2013 werd op een persconferentie bekendgemaakt dat het inderdaad ging om het skelet van de vermoorde koning en werd gewag gemaakt van "een van de belangrijkste archeologische ontdekkingen aller tijden in Groot-Brittannië".
Het museum naast het parkeerterrein werd geopend in 2014. In 2015 werd Richard III herbegraven in de kathedraal van Leicester.